# Seeland (Sachsen-Anhalt)
Seeland település Németországban, azon belül Szász-Anhalt tartományban. Lakosainak száma 7651 fő (2023. december 31.).

## Népesség
A település népességének változása:
| Lakosok száma | 8401 | 7982 | 7961 | 7681 | 7735 | 7651 |
|               | 2014 | 2017 | 2019 | 2021 | 2022 | 2023 |